# Будиня
Будиня (пол. Budynia, нім. Bothendorf) — село в Польщі, у гміні Домбе Кросненського повіту Любуського воєводства.
Населення — 39 осіб (2011).

## Демографія
Демографічна структура станом на 31 березня 2011 року:
|          | Загалом | Допрацездатний вік | Працездатний вік | Постпрацездатний вік |
| -------- | ------- | ------------------ | ---------------- | -------------------- |
| Чоловіки | 24      | 6                  | 17               | 1                    |
| Жінки    | 15      | 3                  | 10               | 2                    |
| Разом    | 39      | 9                  | 27               | 3                    |